# Kulajda

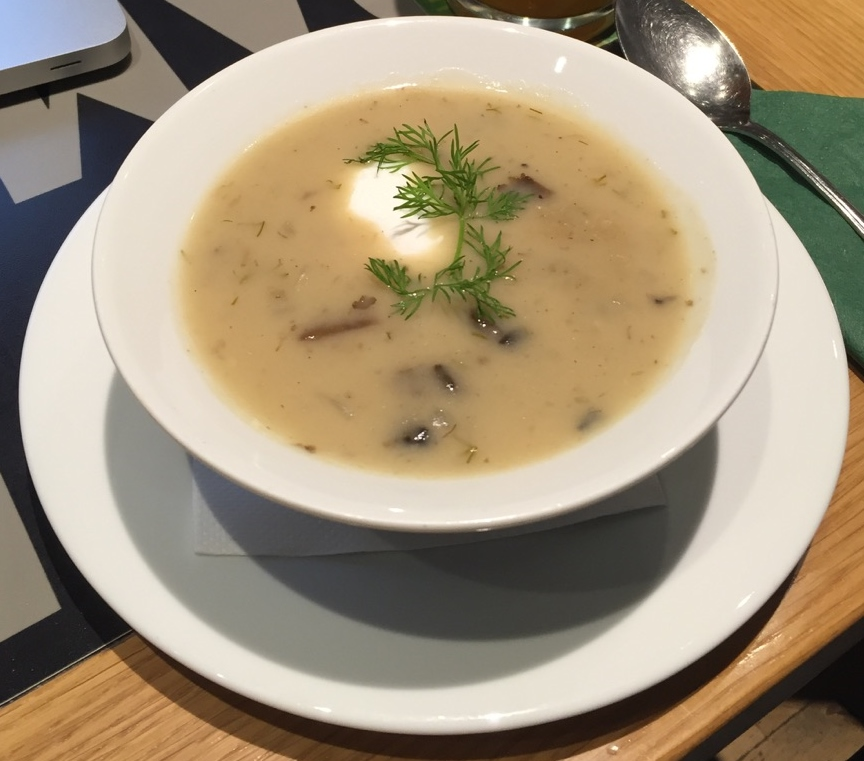
Ein Teller Kulajda

Kulajda ist eine Suppe der böhmischen Küche, die in den Ausläufern des Böhmerwaldes verbreitet ist. Sie ist auch unter den Namen jizerská kyselá polévka (deutsch: Isersauersuppe) oder krkonošské kyselo (Riesengebirgssauersuppe, ähnlich dem polnischen Żur) in Nordböhmen gebräuchlich.

## Beschreibung
Die dicke Suppe besteht aus Kartoffeln, saurer oder süßer Sahne, Waldpilzen und pochierten Eiern. Sie wird mit Dill gewürzt. Das Wort kulajda wird auf das Verb zakudlit (,mit Mehl eindicken‘) zurückgeführt, das auf das deutsche ,quirlen‘ zurückgeht.
Zur Zubereitung werden Kartoffeln zusammen mit Zwiebeln, Kümmel und Lorbeer gekocht, dann die Pilze hinzugegeben. Die Suppe wird mit saurer Sahne und Mehl gebunden. Schließlich werden die Eier direkt in der Suppe pochiert und die Suppe mit Dill garniert.